# ALB (musicien)
Pour les articles homonymes, voir ALB et Daquin.
Clément Daquin, connu sous le nom de scène ALB, est un musicien électro-pop français originaire de Reims (Marne). Il a signé avec Arista France (Sony Music France).

## Le parcours
ALB a commencé sous ce nom en 2006, avec un Extended play (EP) CV 209, suivi de l'album en studio  Mange-disque. Cet album enregistré  en 2007 reprend d'ailleurs le titre CV 209.
En juin 2011, un nouvel EP est produit :  I Beg for a Summer,. L’album Mange-disque a été commercialisé dans un emballage en plastique orange. Il a été conçu d’après un lecteur de disques 45 tours des années 1970, l’Univox Mange-Disque.
ALB s'est fait connaître également par le clip interactif de Golden Chains, où l’artiste mettait en vente ses effets personnels dans le but de financer son prochain album. Sur ce titre on retrouve également un autre groupe rémois aux chœurs : The Shoes. La marque Peugeot a d’ailleurs utilisé le titre en 2012 dans une de ses campagnes publicitaires I Am Your Body, dans la série Let Your Body Drive pour la Peugeot 208.
ALB partage depuis des années son studio avec Yuksek et a notamment tourné avec lui pendant deux ans à travers le monde en tant que musicien.
En juillet 2013, ALB signe avec Arista France, un label de Sony Music France sur lequel sort l’Ep Whispers Under the Moonlight/Golden Chains en Novembre 2013. Le Titre Whispers Under the Moonlight sera à son tour utilisé dans la campagne TV de la Peugeot 3008 Crossover au cours de l’année 2014. En novembre 2014, ALB joue la première partie du groupe rock Shaka Ponk.
En 2017, ALB, où Raphaël Jeanne rejoint Clément Daquin, sort l'album DEUX ; Raphaël Jeanne se charge de la batterie quand l'instrument est présent sur les morceaux. Mais c'est toujours Clément Daquin qui compose les paroles (aidé sur certains morceaux par Michael Giffts) et la musique.

## Discographie

### Singles
- 2012 : Golden Chains (feat. The Shoes)[6]
- 2013 : Whispers Under the Moonlight[6]
- 2016 : Endless Together (feat. Daisy)
- 2017 : Endless Together Remixes (feat. Daisy)
- 2017 : IDIDUDID
- 2017 : The Less I Know (The Better)